# Касаи
Касаѝ (на френски и на суахили: Kasaï) е една от провинциите на Демократична република Конго. Разположена е в южната част на страната и граничи с Ангола. Столицата на Касаи е град Луебо. Площта на провинцията е 95 631 км², а населението, според проекция за юли 2015 г., е 2 801 000 души. Най-масово говореният език в провинцията е езикът Чилуба.